# Anolis kunayalae
Espèce
Synonymes
- Dactyloa kunayalae (Hulebak, Poe, Ibáñez & Williams, 2007)

Anolis kunayalae est une espèce de sauriens de la famille des Dactyloidae. 

## Répartition
Cette espèce est endémique de la province de Coclé au Panama.

## Description
L'holotype de Anolis kunayalae, un mâle adulte, mesure 316 mm dont 221 mm pour la queue. Cette espèce présente les colorations suivantes :
- mâle - dos vert ; flancs et côtés de la nuque bleu vert avec de fines lignes brisées blanches ou jaune vert ; tête brun rougeâtre sur le dessus ; iris brun rougeâtre ; gorge noire ; menton jaune verdâtre pâle ; fanon blanc teinté de vert et d'orange et tacheté de bleu-vert ou de bleu ; ventre jaune verdâtre ; faces internes des membres blanc verdâtre ; queue verte rayée de brun noirâtre.
- femelle - dos vert pâle ; flancs parcourus par des lignes continues ou brisées blanches et présentant des ocelles noires dont le centre est parfois vert, certains individus arborant également des petites ocelles bleues ; tête brun rougeâtre sur le dessus ; iris rouge ; gorge noire ; menton vert pâle ou jaune verdâtre ; fanon jaune orangé teinté de blanc et de bleu vert ; ventre blanc verdâtre ; queue verte avec des rayures brun noirâtre.

## Étymologie
Son nom d'espèce lui a été donné en l'honneur du peuple Kuna Yala et fait également référence au lieu de sa découverte de l'un des paratypes.

## Publication originale
- Hulebak, Poe, Ibáñez & Williams, 2007 : A striking new species of Anolis lizard (Squamata, Iguania) from Panama. Phyllomedusa vol. 6, no 1, p. 5-10 (texte intégral).